# Polygonatum punctatum
Polygonatum punctatum är en sparrisväxtart som beskrevs av John Forbes Royle och Carl Sigismund Kunth. Polygonatum punctatum ingår i släktet ramsar, och familjen sparrisväxter. Inga underarter finns listade i Catalogue of Life.